# Ratusz w Lipinach
Ratusz w Lipinach – neogotycki były ratusz mieszczący się przy ul. Chorzowskiej w Świętochłowicach, w dzielnicy Lipiny.

## Historia budynku
Powstał w latach 1907–1908. Zaprojektowała go spółka Overkott&Foehre z Wrocławia.
Początkowo w budynku znajdowały się gabinety naczelnika okręgu, jego asystenta i pozostałych urzędników, sala posiedzeń rady gminy, urząd stanu cywilnego, opieka społeczna, gminna kasa oszczędności, urząd nadzoru budowlanego oraz urząd meldunkowy. W zachodnim skrzydle znajdował się posterunek policji. Ponadto w gmachu miały swoją siedzibę czytelnia i dom młodzieży, służący do zajęć pozaszkolnych. W czasie II wojny światowej budynek wykorzystywano jako sąd. Od lat 60. XX wieku, aż do 2005 budynek był wykorzystywany jako przychodnia zdrowia. W 2005 dawny ratusz przeszedł w ręce Miejskiego Zarządu Budynków, gdzie urządzono jego administrację.  W 2011 roku swoją działalność w budynku rozpoczęła Poradnia Psychologiczno-Pedagogiczna oraz Centrum Integracji Społecznej.

## Architektura budynku
Gmach ratusza rozplanowano na kształcie litery "L". Budynek ma dwie kondygnacje. Uwagę zwracają charakterystyczna ośmioboczna wieżyczka z blaszanym hełmem i wykusz. Od strony podwórka widać witraż znajdujący się w holu, który przedstawia śląski pejzaż przemysłowy oraz postaci górnika i hutnika, wykonany przez firmę Ferdinanda Müllera z Quedlinburga. Ściany wymurowano z cegły i oblicowano cegłą klinkierową. Dekorację stanowią ceglane ornamenty ułożone na tynkowanych tłach. Wewnątrz zachowało się wiele elementów oryginalnego wyposażenia - stare drzwi i reprezentacyjne schody z balustradą.